# The Red Tour

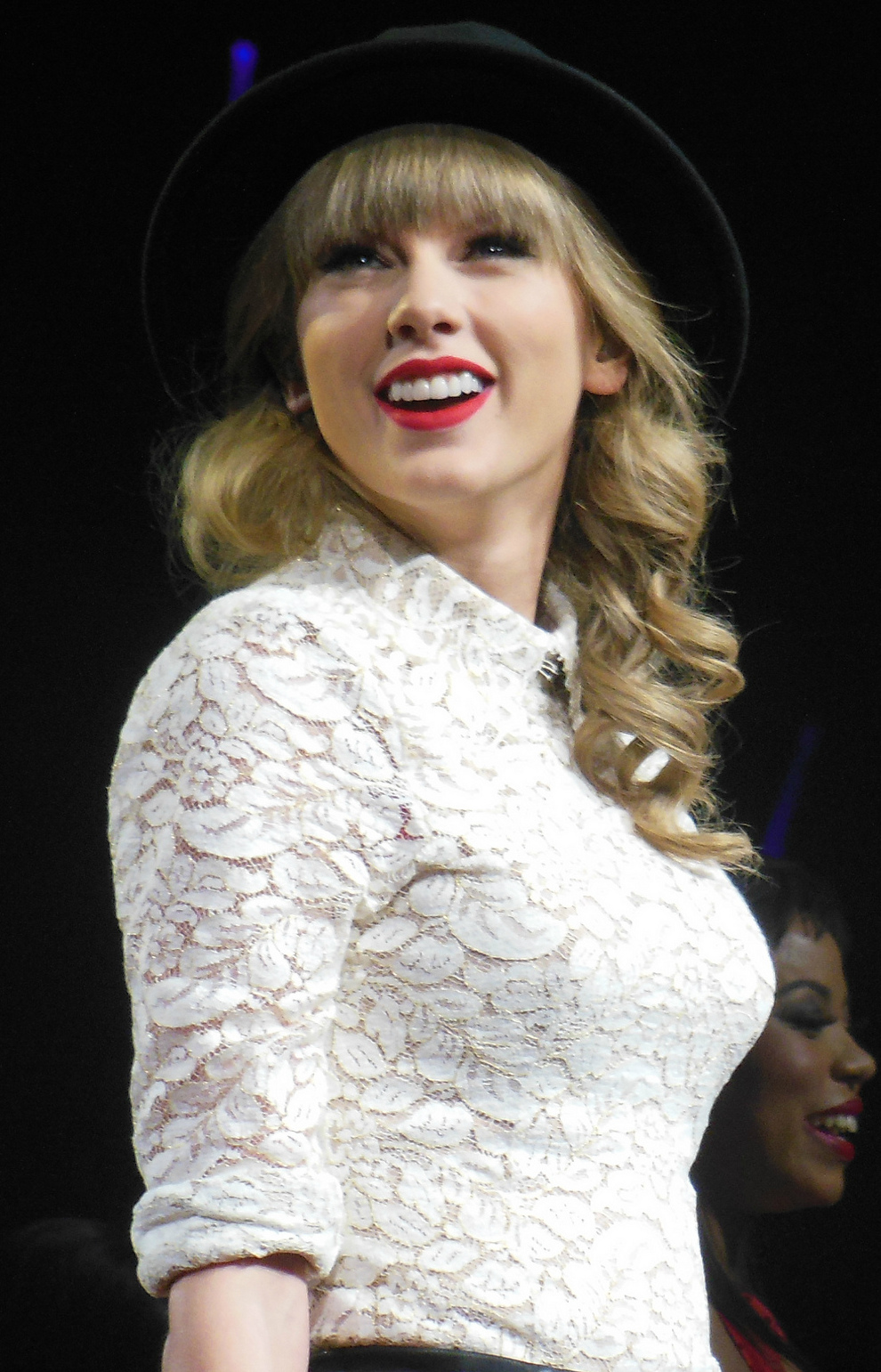

The Red Tour는 미국 싱어송 라이터인 Taylor Swift 의 세번째 콘서트를 칭한다. 2012년 발매된 그녀의 네 번째 앨범인 "Red" 발매를 기념하여 네브라스카의 오마하에서 2013년 3월 13일에 시작되었다. 이후 2014년 6월 12일 싱가폴 공연을 마지막으로 종료되었다.